# Régiment « Dnipro-1 »
Pour les articles homonymes, voir Dnipro (homonymie).
Ne doit pas être confondu avec l'unité paramilitaire nationaliste Bataillon Dnipro-2.
Le Régiment « Dnipro-1 », de son nom complet le Régiment d'appui-feu « Dnipro-1 », en ukrainien : Полк вогневої підтримки «Дніпро-1», anciennement connu en tant que  Bataillon « Dnipro-1 » (en ukrainien : Батальйон «Дніпро»), surnommé aussi le bataillon « Kolomoïsky », est une unité de patrouille de la police spéciale formée de volontaires ukrainiens. Il est placé sous le commandement du ministère de l'intérieur d'Ukraine et est intégré à la Brigade d'assaut de la police nationale. Ce régiment est une unité d'appui-feu au sein de la brigade d'assaut.

## Création, filiation et différentes dénominations
L’État Ukrainien étant en faillite, de nombreux soldats de l'armée nationale désertent. Pour pallier une armée ukrainienne désorganisée et peu motivée, dont les appelés du Donbass ne sont plus envoyés combattre dans l'est du pays, par crainte qu’ils ne changent de bord, au lendemain des référendums de Louhansk et de Donetsk, le 13 avril 2014, le ministre de l'Intérieur du gouvernement par intérim, Arsen Avakov, décide de former des milices armées spéciales, afin de lutter contre le désordre à l'Est. Les actions de combat qui sont menées sont dénommées « opérations antiterroristes », afin de souligner l'illégalité de ces référendums populaires et de ne pas négocier avec les insurgés prorusses de l'Est. Le bataillon est la première unité de patrouille de police des tâches spéciales formée par le ministère de l'Intérieur en avril 2014 sous la dénomination Bataillon Dnipro-1.
Toujours en avril 2014, le parti politique nationaliste Secteur Droit forme lui aussi un bataillon Dnipro. Pour éviter les confusions, le bataillon de la Police Nationale est appelé Bataillon Dnipro-1 et le bataillon paramilitaire formé par Secteur Droit est appelé Bataillon Dnipro-2 rebaptisé plus tard corps des volontaires ukrainiens,
Le 23 septembre 2014, l'unité a été réformée en tant que Régiment de police spécial toujours sous le commandement du ministère de l'intérieur. En décembre 2023, le régiment a été intégré à la Brigade d'assaut de la police nationale. En 2024, le régiment est réformé en régiment d'appui-feu.

### Financement
Le bataillon Dnipro est financé par l'oligarque Ihor Kolomoïsky à hauteur de 10 millions $ pour monter l'unité d'où le surnom de bataillon Kolomoïsky.
Ihor Kolomoïsky offre des récompenses à ceux qui remettent des armes aux autorités, notamment 1 500 dollars pour un AK-47, l'arrestation d’un rebelle prorusse vaut 10 000 dollars et la libération d'un bâtiment occupé par les séparatistes, 200 000 dollars.
Ihor Kolomoïsky offre même un million de dollars à celui qui assassinera le député prorusse et ancien candidat à la présidentielle ukrainienne du 25 mai 2014, Oleg Tsarev. En 2017, Ihor Kolomoïsky cesse de financer le bataillon.

## Commandement
Le commandant de l'unité Yuriy Bereza est depuis les élections législatives, un membre du parlement ukrainien pour le Front populaire; il a été placé 10e sur la liste des parties de l'élection.
Volodymyr Parasyuk a également été élu au parlement lors de ces élections en remportant la circonscription électorale de Yavoriv avec 56,56% des voix
Un proche collaborateur de l’ancien secrétaire Andriy Paroubiy, membre du conseil national de sécurité et de défense de l’Ukraine, confie que « ni le gouvernement, ni le commandement militaire ne font confiance aux bataillons de volontaires ».

## Historique

### Guerre du Donbass
À partir du 11 mai 2014, l'unité assure des patrouilles mixtes (policiers et militaires) de maintien de l'ordre et des barrages routiers en soutien des unités militaires dans les raïons de Krasnoarmiysk, Dobropillia (uk), Velyka Novossilka (uk) et Oleksandrivka (uk) à la demande des habitants de l'oblast de Donetsk, en raison de la fuite et de l'abandon de leurs fonctions par certains fonctionnaires du gouvernement local et des forces de l'ordre, laissant les habitants sans protection face aux vols massifs, meurtres et enlèvements, crapuleux et politiques,,.
Le 24 mai 2014, pour les élections présidentielles du 25, le bataillon de police sécurise le bâtiment de la commission électorale du raïon de Krasnoarmiysk.
Le 25 mai, l'unité assure la sécurité du conseil municipal de Krasnoarmy (Pokrovsk) et celle des bureaux de vote sur le territoire du raïon ainsi que dans les raïons de Dobropillia, Velyka Novossilka et Oleksandrivka.
Le 30 mai 2014, à la suite de l'occupation des gares par les forces séparatistes de la RPD, l'unité reprend le contrôle des gares de Prossiana, Slovianka (uk), Dobropillia et de toutes les gares situées à la frontière administrative des oblasts de Dnipropetrovsk et de Donetsk. Le bataillon assure le contrôle et l'inspection des trains, des voyageurs et des marchandises, et sécurise leur libre circulation

### Invasion russe de l'Ukraine
Le bataillon est engagé dans la contre-offensive de Kharkiv en septembre 2022 et participe à la libération de Lyman. Début 2023, dans le cadre de la poussée ukrainienne vers l'oblast de Louhansk, le bataillon est engagé dans des combats dans la forêt de Serebryansky à proximité de Kreminna où il va rester toute l'année 2023. En décembre 2023, le régiment a été intégré à la Brigade d'assaut de la police nationale. Il est déployé avec la majorité de la brigade dans la ville de Toretsk en juin 2024. Cette même année, le régiment est réformé en régiment d'appui-feu.

## Controverse
Le 24 décembre 2014, Amnesty International rapporte que des unités bloquent l'aide humanitaire envoyée par la fondation humanitaire (uk) du milliardaire ukrainien Rinat Akhmetov (uk) destinée aux zones contrôlées par les séparatistes. Selon Amnesty International, les bataillons Aidar, Donbass et Dnipro-1 bloquent les convois d'aide humanitaire parce qu'il n'y a aucun contrôle de la distribution et que « la nourriture et les vêtements finissent entre de mauvaises mains et risquent d'être vendus au lieu d'être distribués ». Les bataillons de police insistent également pour que l'aide humanitaire vers l'est soit acheminée par voie maritime vers la Russie, et que les prisonniers détenus par les forces séparatistes soient libérés.
Le 18 mars 2015, à la suite du changement de législation destiné à faire cesser la mainmise de Kolomoisky sur l'entreprise publique d'extraction pétrolière Ukrnafta (uk), l'oligarque fait occuper le siège de l'entreprise par des hommes de main armés et cagoulés. De forts soupçons se portent sur le régiment Dnipro-1 que l'homme d'affaires finance. Cette action conduit le président Porochenko à limoger Kolomoïsky de son poste de gouverneur,,.

## Structure

### Ordre de bataille
- État-major du régiment ;
  - 
    -  Compagnie de protection du QG ;

  -  1re compagnie blindée
  -  2e compagnie de police
  -  3e compagnie de reconnaissance aérienne « Aerorozvidka »
  -  4e compagnie de police « Kryvbas » (en) oblast
  -  5e compagnie de Police Donetsk (en)
  -  6e Compagnie de Police « Krym » (uk)
  -  Batterie d'artillerie automotrice

### Équipements
Transports de troupes MT-LB, véhicules de reconnaissances BRDM-2, MRAP Varta Novator

## Traditions

Insignes de l'unité
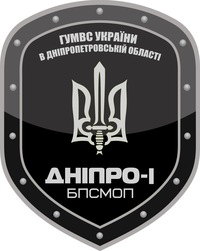
2014
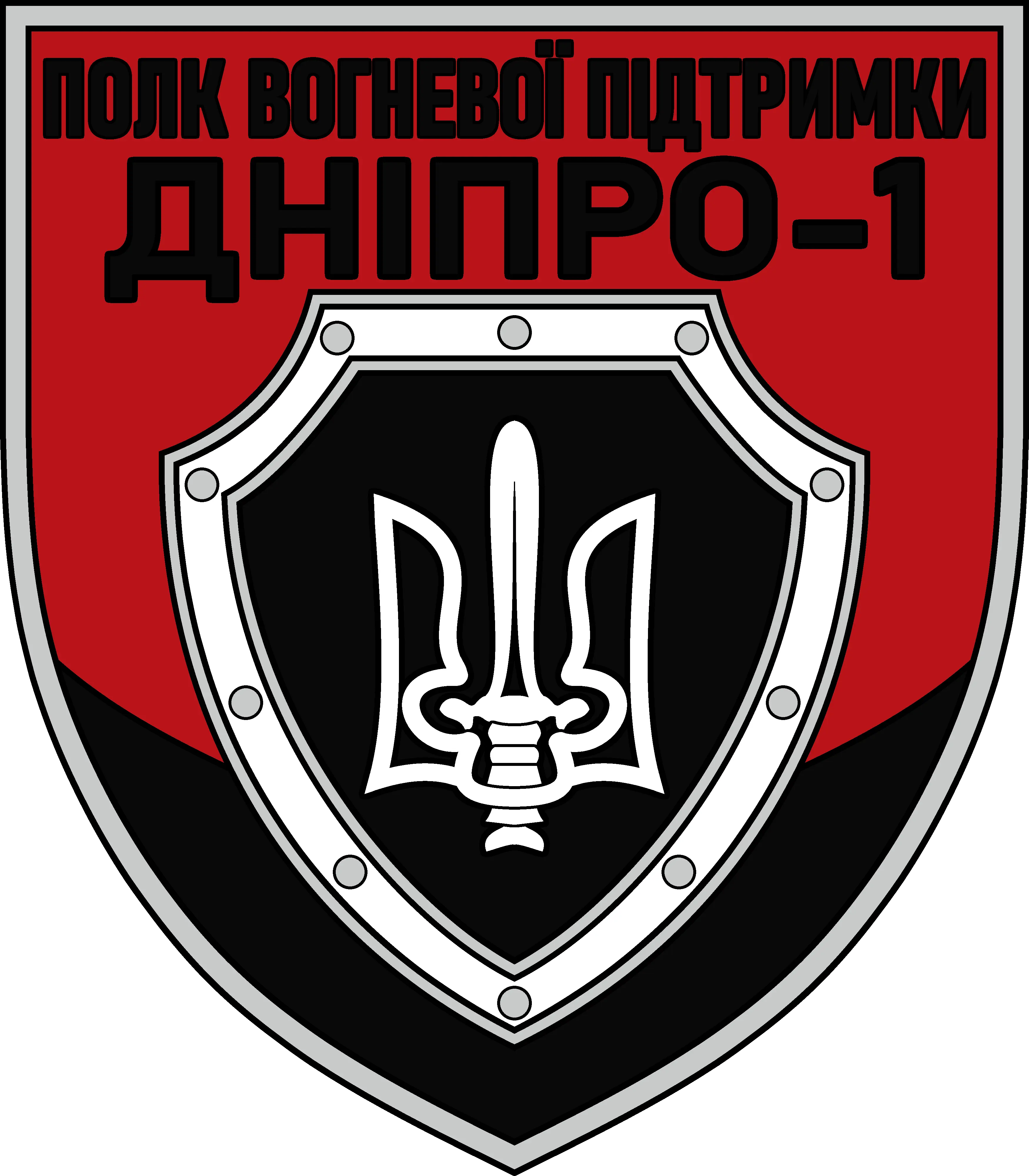
2024